# Château Boyd-Cantenac
Pour les articles homonymes, voir Boyd et Cantenac.
Le château Boyd-Cantenac, est un domaine viticole de 18 hectares situé à Margaux en Gironde. En AOC margaux, il est classé troisième grand cru dans la classification officielle des vins de Bordeaux de 1855.

## Histoire du domaine
Le domaine fut acheté sur les terres de Cantenac en 1754 par Jacques (James) Boyd, négociant irlandais émigré en France. Il passa en 1806 à John Lewis Brown, allié aux Boyd, propriétaire du château Cantenac-Brown. Il appartint ensuite à la famille Ginestet et, en 1932, fut acheté par la famille Guillemet.

## Vignoble
Le vignoble est établi au cœur de l'appellation margaux, sur des sols de graves siliceuses maigres, au faible taux d'argile, déposées là au quaternaire.